# 菅孝行
菅 孝行（かん たかゆき 1939年7月17日 - ）は、日本の思想家、評論家、劇作家。
反天皇制運動連絡会(反天連)の結成等で新左翼系知識人を代表する人物として知られる。者元『変革のアソシエ』運営委員・編集長、公益財団法人利賀文化会議評議員、ルネサンス研究所運営委員、河合文化教育研究所研究員、。元桐朋学園短期大学演劇専攻科非常勤講師(2004年まで)、元財団法人静岡県舞台芸術センター文芸部(2010年まで)、元河合塾小論文科講師(2016年まで)、元梅光学院大学特任教授(2017年まで)。父は陸軍中将を務めた菅晴次。

## 概要

### 略歴
東京府東京市牛込区市谷に生まれる。 学習院初、中、高等科に進学。学習院での同級生は坂口芳貞、松井康子、山中祥子、太田省吾、本田義勝、植村泰久、亀井久興ら。東京大学進学後、学業と並行して俳優座養成所に通う。12期生には中村敦夫、加村赳雄ほか。25倍の競争率を突破するも4か月で退所する。
1962年、東京大学文学部卒業。同年、東映に入社、東映京都制作所で演出助手となる。1964年、労働組合支部書記長となる。争議の後、1965年、CM／PR映画制作部門（東映京都制作所、TV制作会社　太秦映像の前身）に配転。1966年に『青雲五人男』『判決』『若者たち』の3本のテレビドラマの脚本をアルバイトで執筆。撮影所への復帰かドラマの仕事を希望するが待ちきれずに、福田善之から紹介された虫プロ商事のテレビドラマ『バンパイヤ』に参加するために1967年、退社、上京。しかし9ヶ月後に『バンパイヤ』はスケジュールと予算のオーバーでテレビ局との契約がいったん破棄されて解雇される。
同年に初の単行本『死せる「芸術」=「新劇」に寄す』が出版され、文筆業を行うが、それだけでは生活できずに1970年代は主にCMやPR映画の演出で生計を立てた。その後も、予備校講師、公共劇場スタッフ、大学特任教授などを生業としてきた。

### 人物
『朝日ジャーナル』『現代の眼』などを舞台に盛んに執筆活動を行った。「天皇制」批判の著作が多く、1983年の国営昭和記念公園開園反対運動以後、反「天皇制」の運動に関わってきた。翌1984年、天野恵一と共に反天皇制運動連絡会を結成。
2018年刊の「三島由紀夫と天皇」では、三島の小説「金閣寺」の炎上する金閣や戯曲「サド侯爵夫人」の老醜をさらすサド侯爵などは昭和天皇のメタファーであり、神と信じていた昭和天皇が人間宣言を行って生き延びたことへの批判が込められていると論じている。
演劇関係では新劇を強く批判し、アングラ、小劇場演劇系の演劇人である。1962年に吉本隆明編集『試行』に発表された「死せる『芸術』＝『新劇』に寄す」（1967年に同名の評論集収録）は1960年中期のアングラ、小劇場演劇勃興の理論的基礎となった。1970年代までは劇作の創作もし、上演活動もおこなっていた。1990年代以降は鈴木忠志らの演劇人会議に参加している。

## 著書

### 社会思想評論
- 「吉本隆明論」（第三文明社、1974年)
- 「騒乱のフォークロア」(大和書房、1974年)
- 「天皇論ノート」（田畑書店、1975年、1986年、明石書店から再刊）
- 「竹内好論」（三一書房、1976年)
- 「反昭和思想論」（れんが書房新社、1977年）
- 「鶴見俊輔論」（第三文明社、1980年）
- 「全学連」（現代書館　For beginnersシリーズ　イラスト版オリジナル12、1982年）
- 「感性からの自由を求めて」（毎日新聞社、1982年）
- 「マルクスと現代」(未来社、1982年)
- 「天皇制」（現代書館　For beginnersシリーズ　イラスト版オリジナル20、1983年）
- 「賎民文化と天皇制」（明石書店、1984年）
- 「女の自立・男の自由　性別役割分業の解体を求めて」(毎日新聞社、1984年)
- 「戦後民主主義の決算書」（農山漁村文化協会、1985年）
- 「差別」（現代書館　For beginnersシリーズ　イラスト版オリジナル38，1986年）
- 「高度成長の社会史　暮らしの破壊40年」（農山漁村文化協会、1987年）
- 「天皇制国家と部落差別　現代日本の統合と排除」(明石書店、1987年)
- 「9・11以後 丸山真男をどう読むか」（河合文化教育研究所、河合ブックレット、2004年）
- 「菅孝行『天皇制論集』 第1巻　天皇制問題と日本精神史」(御茶の水書房、2014年)
- 「三島由紀夫と天皇」（平凡社新書、2018年）
- 「天皇制と闘うとはどういうことか」（航思社、2019年4月20日）

### 演劇評論
- 「死せる『芸術』＝『新劇』に寄す」(書肆深夜叢書、1967年）
- 「解体する演劇」（アディン書房、1974年、1981年、れんが書房新社から再刊）
- 「続　解体する演劇」（れんが書房新社、1981年）
- 「戦後演劇  新劇は乗り越えられたか」（朝日新聞社、1982年、2003年、社会評論社から増補版刊行）
- 「想像力の社会史」（未來社、1983年）
- 「戦う演劇人 戦後演劇の思想 鈴木忠志・浅利慶太・千田是也」（而立書房、2007年）
- 『演劇で〈世界〉を変える 鈴木忠志論』航思社, 2021.9

### 身体論
- 「関係としての身体」（れんが書房新社、1981年）
- 「身体論：関係を内視する」（れんが書房新社、1983年）

### 戯曲
- 「ヴァカンス／ブルースをうたえ」（戯曲集、三一書房、1969年）
- 「はんらん狂騒曲」（『現代日本戯曲体系　8』所収、三一書房、1972年）
- 「いえろうあんちごうね」（アディン書房、1978年）

### 大学受験参考書
- 「早稲田大の小論文」（河合出版、2000年）
- 「慶應大の小論文」（河合出版、2003年）

### 共編著
- 『近代日本の国家権力と天皇制』安丸良夫対談. 御茶の水書房 2014
- 「佐野碩　人と仕事」編(藤原書店、2014年)
- 『これからの天皇制 令和からその先へ』原武史,磯前順一,島薗進,大澤真幸,片山杜秀共著. 春秋社, 2020.11

## シナリオ

### テレビ
- 『青雲五人の男』（日本テレビ、1966年）[2]
- 『判決』「愛とわかれの時」（NET、1966年）[2]
- 『若者たち』（フジテレビ、1966年）[2]
- 『戦国太平記 真田幸村』（TBS、1967年、ゴーストライターとして4話分執筆）[6]
- 『忍者 鷹』（1972年）[6]
- 『ルパン三世 PARTIII』 第20話「過去を消した男」（1984年）[6]

### 映画
- 『北村透谷 わが冬の歌』（1977年公開、「アートシアター129」1977年、「シナリオ代表選1977」所収、1978年）

## メディア
1987年9月、テレビ朝日系「朝まで生テレビ!」「世代激突! 若者達の愛国心」などに出演している。